# WASP-157
WASP-157 — звезда в созвездии Девы. Находится на расстоянии приблизительно 1545 световых лет от Солнца. Вокруг звезды обращается, как минимум, одна планета.

## Характеристики
WASP-157 — жёлтый карлик главной последовательности с массой и радиусом, равными 1,26 и 1,11 солнечных соответственно. Возраст звезды оценивается приблизительно в 1 миллиард лет. Температура её поверхности составляет около 5838 кельвинов.

## Планетная система
В 2016 году группой астрономов, работающих в рамках программы SuperWASP, было объявлено об открытии планеты WASP-157 b в системе. Она представляет собой горячий газовый гигант с массой, почти как у Сатурна, и радиусом, равным юпитерианскому. Планета обращается на расстоянии около 0,05 а.е. от родительской звезды, совершая оборот за трое с лишним суток. Открытие планеты было совершено транзитным методом.